# Copiii minune
Copiii minune (titlul original: în germană Wir Wunderkinder) este un film de comedie vest-german, realizat în 1958 de regizorul Kurt Hoffmann. Filmul se bazează pe romanul satiric cu același titlu de Hugo Hartung, publicat în 1957 și a fost produs de Film Aufbau (Göttingen). Protagoniștii filmului sunt actorii Johanna von Koczian, Hansjörg Felmy, Wera Frydtberg și Robert Graf.

## Rezumat
Filmul abordează în mod satiric dezvoltarea Germaniei în prima jumătate a secolului al XX-lea (din 1913 până în 1957) prin povestea celor doi colegi de școală Hans și Bruno. Cei doi sunt total diferiți: în timp ce ambițiosul Hans trebuie întotdeauna să muncească din greu pentru cariera sa, Bruno iubitor de distracție pare să aibă parte doar de întâmplări norocoase. În anii 1920, Bruno a făcut bani rapid prin tranzacții cu acțiuni, pe când Hans trebuie să-și finanțeze studiile prin bani câștigați vânzând ziare. Când naziștii preiau puterea în Germania, Bruno face o carieră politică și profită din exproprierea populației evreiești. Iar după sfârșitul celui de-al Treilea Reich, ingeniosul Bruno descoperă diversele piețe negre ca o sursă profitabilă de bani, în timp ce Hans abia își poate hrăni familia. În Germania, în timpul miracolului economic, Bruno devine în cele din urmă un om de afaceri bogat. Cu toate acestea, când jurnalistul Hans publică un articol perspicace despre cariera prietenului său de școală, Bruno este supărat din cauza acestui atac la adresa onoarei sale, și îl vizitează pe Hans în redacție pentru a-l intimida...

## Distribuție
- Johanna von Koczian – Kirsten
- Hansjörg Felmy – Hans Boeckel
- Wera Frydtberg – Vera von Lieven
- Robert Graf – Bruno Tiches
- Wolfgang Neuss – conferențiarul
- Wolfgang Müller – Hugo, pianistul
- Elisabeth Flickenschildt – dna. Meisegeier
- Jürgen Goslar – Schally Meisegeier
- Liesl Karlstadt – dna. Roselieb
- Michl Lang – dl. Roselieb
- Pinkas Braun – Siegfried Stein
- Ingrid Pan – Doddy Meisegeier
- Peter Lühr – redactorul șef Vogel
- Ingrid van Bergen – Evelyn Meisegeier
- Hans Leibelt – dl. Lüttjensee
- Lina Carstens – țăranca Vette
- Tatjana Sais – dna. Häflingen
- Horst Tappert – învățătorul Schindler
- Ralf Wolter – Toilettenmann
- Karl Lieffen – Obmann Wehackel
- Ernst Schlott – Dr. Sinsberg
- Franz Fröhlich – vânzătorul de fructe
- Ludwig Schmid-Wildy – dl. în vârstă
- Otto Brüggemann – Dr. Engler
- Helmuth Rudolph – Baron von Lieven
- Helmut Brasch – dl. Untermüller
- Karen Marie Löwert – dna. Hansen
- Emil Hass Christensen – dl. Hansen
- Michael Burk, Rainer Penkert, Fritz Korn – studenți cabaretiști